# Sacou

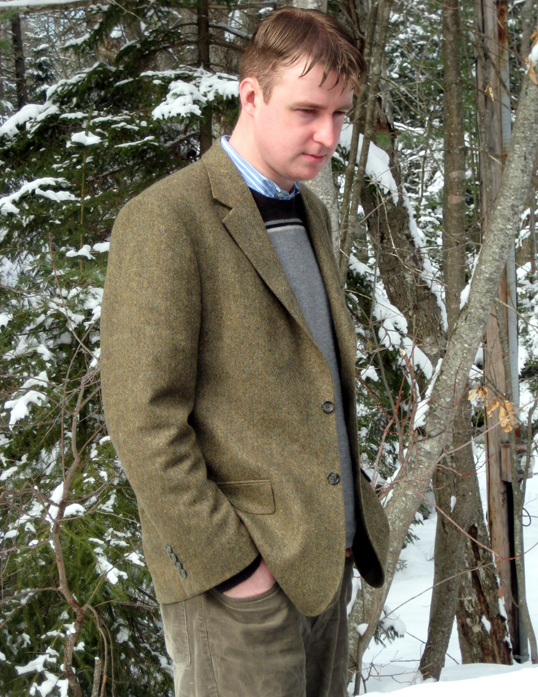
Sacou smart-casual

Sacoul este un articol de vestimentație care acoperă partea superioară a corpului, cu sau fără căptușeală, purtat peste cămașă, deschis în față și cu mâneci lungi și care se încheie cu nasturi sau capse. Deseori, sacoul este parte a unui costum.
